# My Favorite Duck
My Favorite Duck är en tecknad kortfilm från 1942 i serien Looney Tunes regisserad av Chuck Jones. Filmen har Pelle Pigg och Daffy Anka i rollerna

## Handling
Pelle är ute på en campingtur. Han ska välja ett ställe för sitt tält, men varje gång han ska slå ner en tältpinne på någon plats är Daffy i vägen för honom, tills Pelle tar en plats på botten av en sjö. Flera gånger när Pelle försöker ha lugn och ro är Daffy nära och retar honom. Varje gång Pelle är nära att skada honom visar Daffy honom en skylt där det står att det inte är jaktsäsong eller att det är böter på att skada en anka. Efter att ha retat Pelle flera gånger ger Daffy ett gevär till Pelle, men när Daffy ska visa honom en skylt den här gången står det att jaktsäsongen börjar den dagen. Då springer Daffy snabbt därifrån med Pelle efter sig. Pelle jagar Daffy över flera kullar och runt ett träd, när filmen plötsligt går sönder. På en vit skärm går Daffy ut för att förklara hur filmen slutar, han säger att han slår Pelle en massa gånger. Då drar en krok bort Daffy och snart går Pelle framför skärmen, med en slagen Daffy i släptåg.